# Stefan Weidner

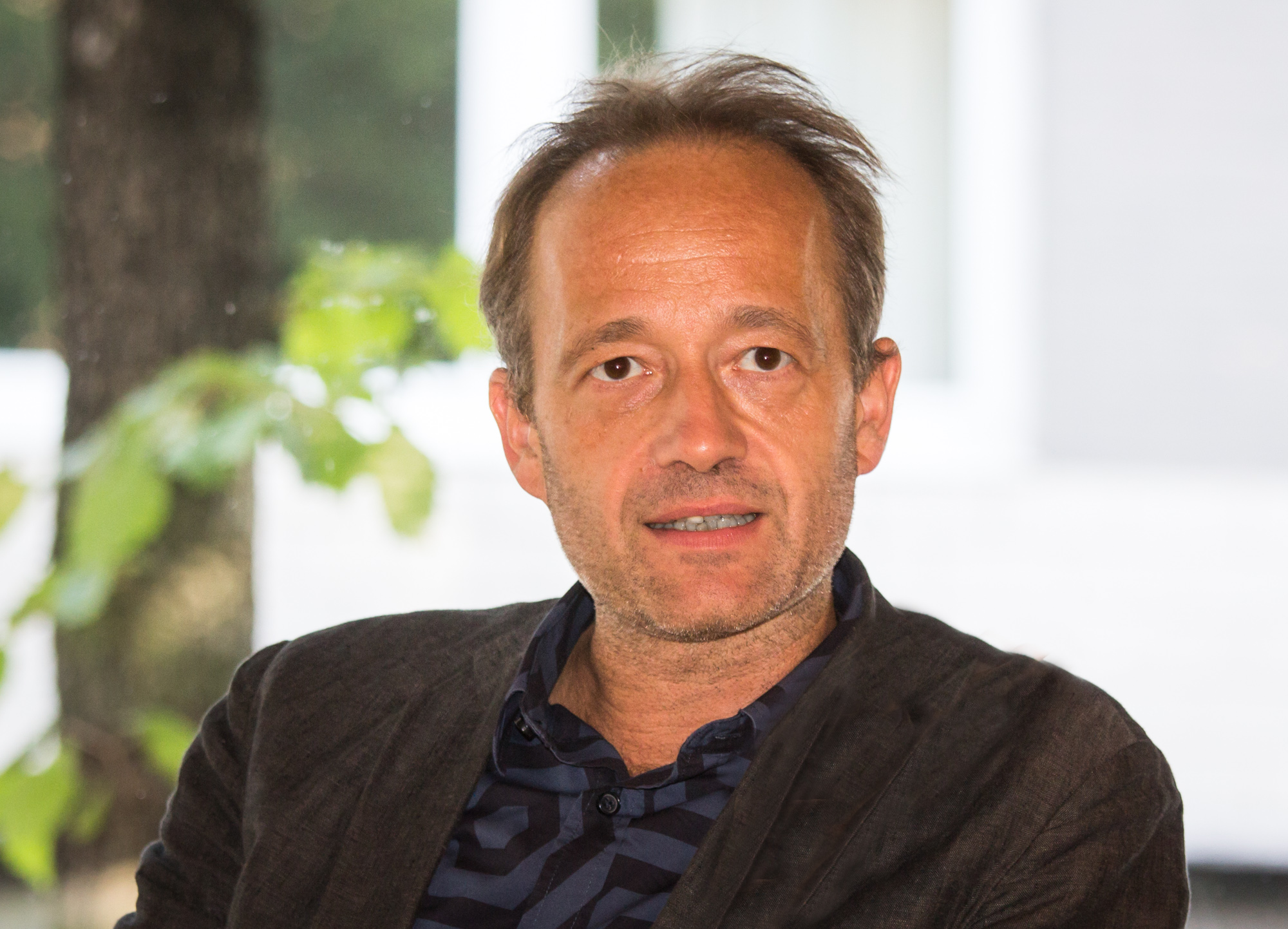
Stefan Weidner 2017

Stefan Weidner (* 1967 in Köln) ist ein deutscher Islamwissenschaftler, Schriftsteller und Übersetzer. Aufgrund seiner Beiträge zur Rezeption arabischer bzw. anderer nahöstlicher Literaturen bezeichnete ihn der Islamwissenschaftler Stefan Wild als „führende[n] Vermittler nahöstlicher Poesie und Prosa ins Deutsche“.

## Leben
Bereits als Schüler reiste Stefan Weidner nach Nordafrika und machte dort seine ersten Erfahrungen mit dem Islam. Später studierte er Islamwissenschaft, Germanistik und Philosophie an den Universitäten Göttingen, Damaskus, Berkeley und Bonn. Weidner arbeitet als Autor, Übersetzer, Literaturkritiker. Von 2001 bis zur letzten Ausgabe im Jahr 2016 war er Chefredakteur der Zeitschrift Fikrun wa Fann, die vom Goethe-Institut herausgegeben wurde und zum Dialog zwischen westlichen und islamisch geprägten Kulturen beitragen wollte. Er hat zahlreiche Lyrik aus dem Arabischen übersetzt, darunter Adonis und Mahmud Darwisch. Seit Oktober 2012 ist Weidner Gründungsmitglied der Akademie der Künste der Welt in Köln.
Weidner ist Mitglied in der Deutschen Akademie für Sprache und Dichtung und der Schriftstellervereinigung PEN-Zentrum Deutschland. Er schreibt unter anderem für die Süddeutsche Zeitung, die Frankfurter Allgemeine Zeitung die Zeit und Qantara.de.
Sein 400-seitiges Sachbuch 1001 Buch: Die Literaturen des Orients wurde als fachkundige „Wanderung durch die Jahrhunderte der Literaturen des Orients“ bezeichnet. Der Islamwissenschaftler Stefan Wild kommentierte das Buch wie folgt: „Jetzt ist ihm mit 1001 Buch sein bisher größter Wurf gelungen: eine Gesamtschau arabischer, persischer und osmanischer/türkischer Literatur vom siebten Jahrhundert bis heute“.
Stefan Weidner lebt und arbeitet in Köln.

## Schriften
Autor
- Erlesener Orient. Ein Führer durch die Literaturen der islamischen Welt. Edition Elene, Wien 2004, ISBN 3-85266-239-7 (Literaturkritiken)
- Mohammedanische Versuchungen. Ein erzählter Essay. Ammann Verlag, Zürich 2004, ISBN 978-3-250-60074-9, 237 Seiten
- „… und sehnen uns nach einem neuen Gott …“ Poesie und Religion im Werk von Adonis. Verlag Schiler, Berlin 2005, ISBN 3-89930-116-1
- Allah heißt Gott. Eine Reise durch den Islam. Fischer Taschenbuch, Frankfurt 2006, ISBN 3-596-85212-9 (Sachbuch für die Jugend)
- Fes. Sieben Umkreisungen. Amann Verlag, Zürich 2006, ISBN 3-250-60095-4[12]
- Manual für den Kampf der Kulturen. Warum der Islam eine Herausforderung ist. Ein Versuch. Verlag der Weltreligionen, Frankfurt 2008, ISBN 978-3-458-71012-7
- Mohammedanische Versuchungen. Ein erzählter Essay. Neuausg. Suhrkamp, Frankfurt 2008, ISBN 978-3-518-45982-9
- Aufbruch in die Vernunft. Islamdebatten und islamische Welt zwischen 9/11 und den arabischen Revolutionen. Verlag J.H.W. Dietz Nachf., Bonn 2011, ISBN 978-3-8012-0417-4
- Das Morgenland des Gefühls braucht eine Neue Sachlichkeit. Essay in: FAZ, 14. Januar 2013, S. 30
- Anti-Pegida: Eine Streitschrift. Create Space Independent Publishing, 2015, ISBN 978-1-5078-8303-7
- Fluchthelferin Poesie. Friedrich Rückert und der Orient. Wallstein, Göttingen 2017, ISBN 978-3-8353-1986-8
- Jenseits des Westens: Für ein neues kosmopolitisches Denken.[13] Carl Hanser Verlag, München 2018, ISBN 978-3-446-25849-5
- 1001 Buch: Die Literaturen des Orients. Verlag Edition Converso, Bad Herrenalb 2019, ISBN 978-3-9819-7633-5
- Ground Zero: 9/11 und die Geburt der Gegenwart. Carl Hanser Verlag, München 2021, ISBN 978-3-446-26933-0

Herausgeber und Übersetzer
- Die Farbe der Ferne. Moderne arabische Lyrik. C.H. Beck Verlag, München 2000, ISBN 978-3-406-45860-6, 296 Seiten
- Kaffeeduft und Brandgeruch. Beirut erzählt. Ein Lesebuch. Suhrkamp Verlag, Frankfurt am Main 2002, ISBN 978-3-518-39866-1, 314 Seiten
- Adonis: Wortgesang. Von der Dichtung zur Revolution. S. Fischer, Frankfurt am Main 2012, ISBN 978-3-10-000630-1
- Ibn Arabi: Der Übersetzer der Sehnsüchte. Liebesgedichte aus dem arabischen Mittelalter. Jung und Jung, Salzburg 2016, ISBN 978-3-99027-082-0
- Der arabische Diwan. Die schönsten Gedichte aus vorislamischer Zeit (= Die Andere Bibliothek, Band 480). Aufbau, Berlin 2024, ISBN 978-3-8477-0472-0.

## Auszeichnungen
- 2006 Clemens-Brentano-Preis der Stadt Heidelberg
- 2007 Johann-Heinrich-Voß-Preis für Übersetzung
- 2008 H.C. Artmann-Stipendium
- 2011 Thomas-Kling-Poetikdozentur der Universität Bonn[14]
- 2014 Paul Scheerbart-Preis für die Adonis-Übersetzung
- 2017 Mitglied der Deutschen Akademie für Sprache und Dichtung
- 2018 Erster Preis des Sheikh Hamad Award for Translation and International Understanding für seine Übersetzungen von Ibn Arabis „Übersetzer der Sehnsüchte“[15]
- 2021 Shortlist des NDR Sachbuchpreises (mit „Ground Zero“)